# Hans Wagner-Schönkirch

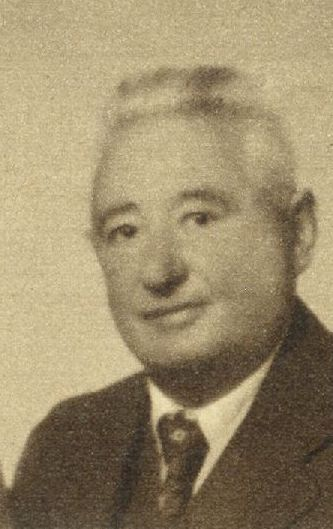
Hans Wagner-Schönkirch

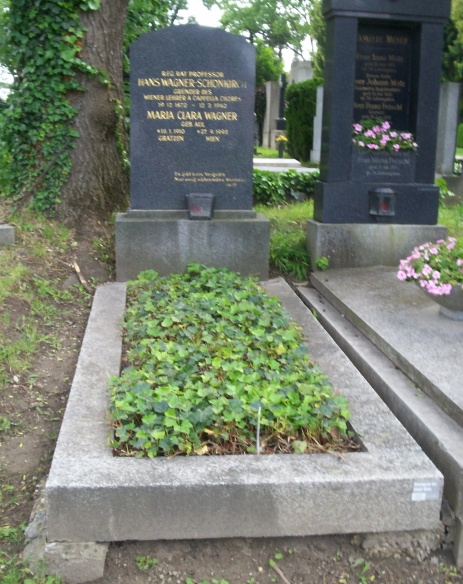

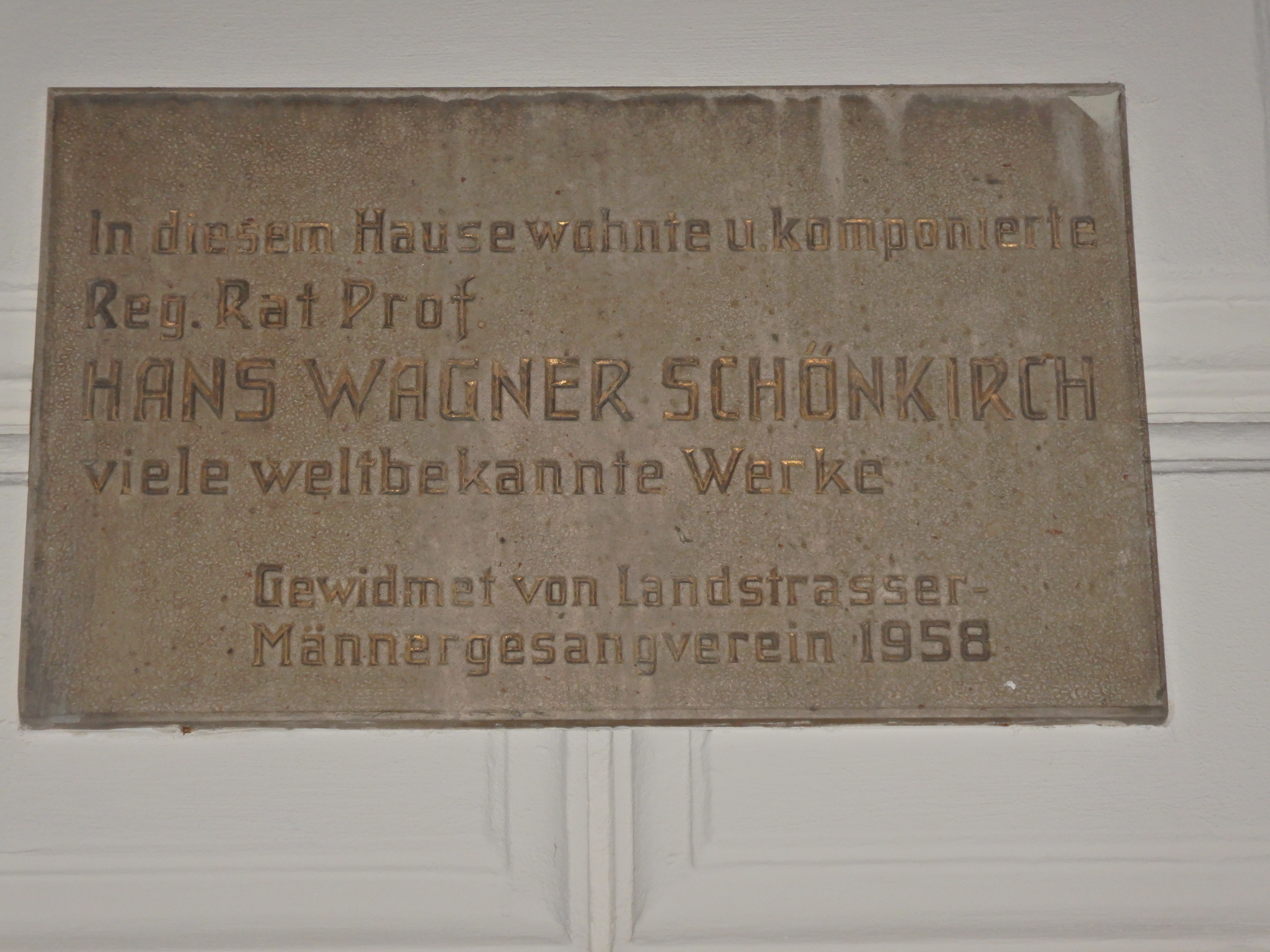
Gedenktafel für Hans Wagner-Schönkirch

Hans Wagner (ab 1925: Hans Wagner-Schönkirch; * 19. Dezember 1872 in Schönkirchen, Niederösterreich; † 12. Februar 1940 in Wien) war ein österreichischer  Musikpädagoge und -schriftsteller, Komponist und Chorleiter.

## Leben
Wagner absolvierte die Lehrerbildungsanstalt in Krems und war von 1892 bis 1896 der Leiter des Kremser Gesang- und Orchestervereins. Weiters war er von 1898 bis 1901 der Chormeister des Wiener Männerchors (gegründet 1863), von 1901 bis 1906 des Wiener Akademischer Gesangvereins, von 1906 bis 1907 des Wiener Singvereins und von 1901 bis 1910 neben Adolf Kirchl des Wiener Schubertbundes. 1910 gründete er die erste Wiener Kindersingschule.
Wagner-Schönkirch ist in einem ehrenhalber gewidmeten Grab auf dem Wiener Zentralfriedhof (Gruppe 33 A, Reihe 2, Nummer 2) beerdigt. 1973 wurde die Wagner-Schönkirch-Gasse in Wien-Liesing nach ihm benannt.

## Auszeichnungen
- 1904 Goldenes Verdienstkreuz mit der Krone
- 1909 Ritterkreuz I. Klasse des schwedischen Wasaordens
- 1932 Schubert-Medaille des Wiener Männergesang-Vereins
- 1933 Goldenes Ehrenzeichen für Verdienste um die Republik Österreich